# Bristol Pegasus
El Bristol Pegasus és un motor d'aviació britànic de tipus radial dissenyat a la dècada de 1930. Va ser dissenyat per l'enginyer Roy Fedden de la Bristol Aeroplane Company i es va utilitzar en avions militars i civils dels anys 30 i 40 del segle xx.

## Especificacions (Pegasus XVIII)

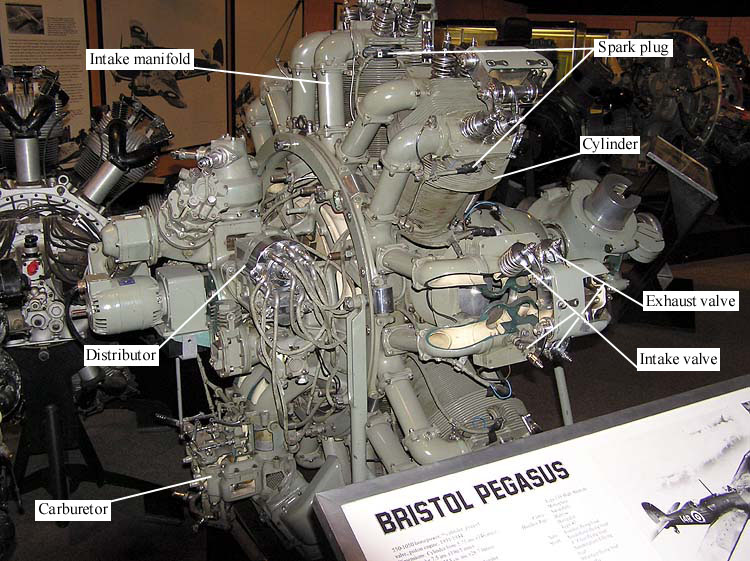
Bristol Pegasus amb els components indicats

Informació a la taula lateral, dades de Lumsden.